# Лукаускас, Йонас Вильгельмович
Йонас Вильгельмович Лукаускас (лит. Martynas Mažvydas, 28 июля 1935, Зарасай — 28 марта 2009, Зарасай) — советский хозяйственный, государственный и политический деятель; экономист; полковник (1994).

## Биография
Родился в 1935 году в Зарасае. В 1957 году окончил военное училище в Киеве. В 1966 году окончил Вильнюсский университет.
С 1959 года — на хозяйственной, общественной и политической работе. С 1959 года инструктор Каунасского горкома ЛКСМ Литвы. В 1960—1961 годах заместитель директора по культурной работе и мастер производственного обучения Каунасского технического училища, затем инженер по технической информации и начальник гражданской обороны Паневежского мясокомбината (1961—1962). В 1962—1968 годах второй, первый секретарь Паневежского горкома ЛКСМ Литвы.
Член КПСС. Инструктор, инспектор организационно-партийного отдела ЦК КП Литвы (1968—1975), первый секретарь Шяуляйского горкома КП Литвы (1975—1985), председатель Комиссии партийного контроля при ЦК КП Литвы (1985—1988), председатель Комитета народного контроля Литовской ССР (1988—1990). Избирался депутатом Верховного Совета Литовской ССР 10-го и 11-го созыва. Делегат XIX партконференции КПСС.
В 1993 году стал начальником Организационного отдела инспекции военных объектов Обороны края Литовской Республики. В 1993—1995 годах начальник начальник Общего отдела штаба (с 1994 года Генерального штаба) Вооружённых сил Литвы, с 1994 года Отдела военных проблем, с 1995 начальник Службы обеспечений командования армией.
Декретом президента Литвы от 21 ноября 1994 года Йонасу Лукаускасу присвоено звание полковника.
Умер в Зарасае в 2009 году.